# Ayumi hamasaki Rock'n'Roll Circus Tour FINAL 〜7days Special〜
『ayumi hamasaki Rock'n'Roll Circus Tour FINAL 〜7days Special〜』（アユミ・ハマサキ・ロックンロール・サーカス・ツアー・ファイナル・セブンデイズ・スペシャル）は、浜崎あゆみが2010年10月2日から同年10月11日の間に行ったライブツアー。
2011年4月20日にDVD及びBlu-ray Discがリリースされた。

## 解説
浜崎あゆみが2010年4月から7月に全国13か所・41公演を行ったアリーナツアーのスペシャル公演として同年10月2日から10月11日の7日間にわたり国立代々木競技場第一体育館で行われた7days LIVEを収録。また初のBlu-ray Discでリリースされた。
当初はDVDは3月30日の発売を予定していたが、3月11日の東北地方太平洋沖地震のため延期された。DVDは初週3.8万枚を売り上げオリコンDVDミュージックランキングで第1位となり、第2位『A 50 SINGLES 〜LIVE SELECTION〜』（初週3.4万枚）と合わせ女性アーティスト史上初の1、2位独占となった。

## 曲目

### DVD Disc. 1〜2 / Blu-ray Disc. 1
1. circus
2. THE introduction
3. Microphone
4. Last angel
5. About You
6. solitude
7. rainy day
8. BALLAD
9. MOON
10. Rimbaud
11. count down
12. Memorial address
13. Virgin Road
14. memories
15. Don't look back
16. INSPIRE
17. Because of You
18. THE CABARET
19. Sexy little things
20. STEP you
21. Jump!
22. Lady Dynamite
23. until that Day...
24. SURREAL〜evolution〜SURREAL

- アンコール (DVDはここからDisc.2)

1. Humming 7/4
2. Boys & Girls
3. Sweet Season
4. SEVEN DAYS WAR

### DVD Disc. 3 / Blu-ray Disc. 2
1. 全公演MC集
2. メイキング映像

## 参加ミュージシャン
- 浜崎あゆみ：Vocal

バンドメンバー
- エンリケ：Bass
- 野村義男：Guitar
- 友成好宏：Keyboards
- 宮崎裕介：Keyboards
- 江口信夫：Drums
- 濱田“ペコ”美和子：Chorus
- 山崎“プリンセス”陽子：Chorus

## 3D映画
2010年の『ayumi hamasaki ARENA TOUR 2009 A 〜NEXT LEVEL〜』に次いで上映予定の3Dデジタルシネマコンサート、3D映画。当初は2011年4月9日公開予定であったが公開延期され、2011年9月3日に公開。